# 緋文字
『緋文字』（ひもんじ、英: The Scarlet Letter）は、ナサニエル・ホーソーンによって執筆され、1850年に出版されたアメリカ合衆国のゴシック・ロマンス小説であり、多くの場合ホーソーンの代表作であると考えられている。17世紀のニューイングランド（主にボストン）のピューリタン社会を舞台に、姦通の罪を犯した後に出産し、その父親の名を明かすことを拒み、悔恨と尊厳の内に新しい人生を打ち建てようと努力する女性ヘスター・プリンの物語を描いている。この物語を通じて、ホーソーンは神の赦しと律法主義、罪悪についての問題を模索している。

## 作品概要

### 序章

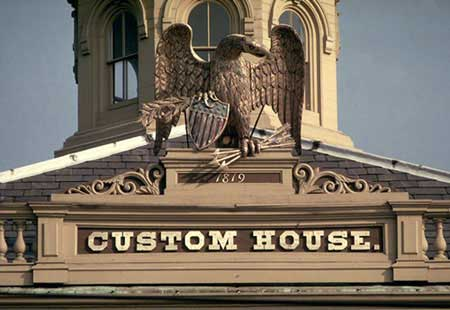
セイラム税関事務所

『緋文字』の物語は、語り手により、プリンと彼女の身に起きた出来事の証拠書類の発見が語られる「税関」と題された序章から始まる。語り手は自分がその書類に巻かれていた布に触れた時に、「焼かれるような熱さを……まるでその文字が赤い布でなく、赤熱した鉄であるかのような熱さを(burning heat...as if the letter were not of red cloth, but red hot iron)」感じたと述べている。記録によれば、ナサニエル・ホーソーンは実際にマサチューセッツ州セイラムの税関で数年にわたり勤務しており、管理機構の変化により最終的にその職を失った。

### 本編

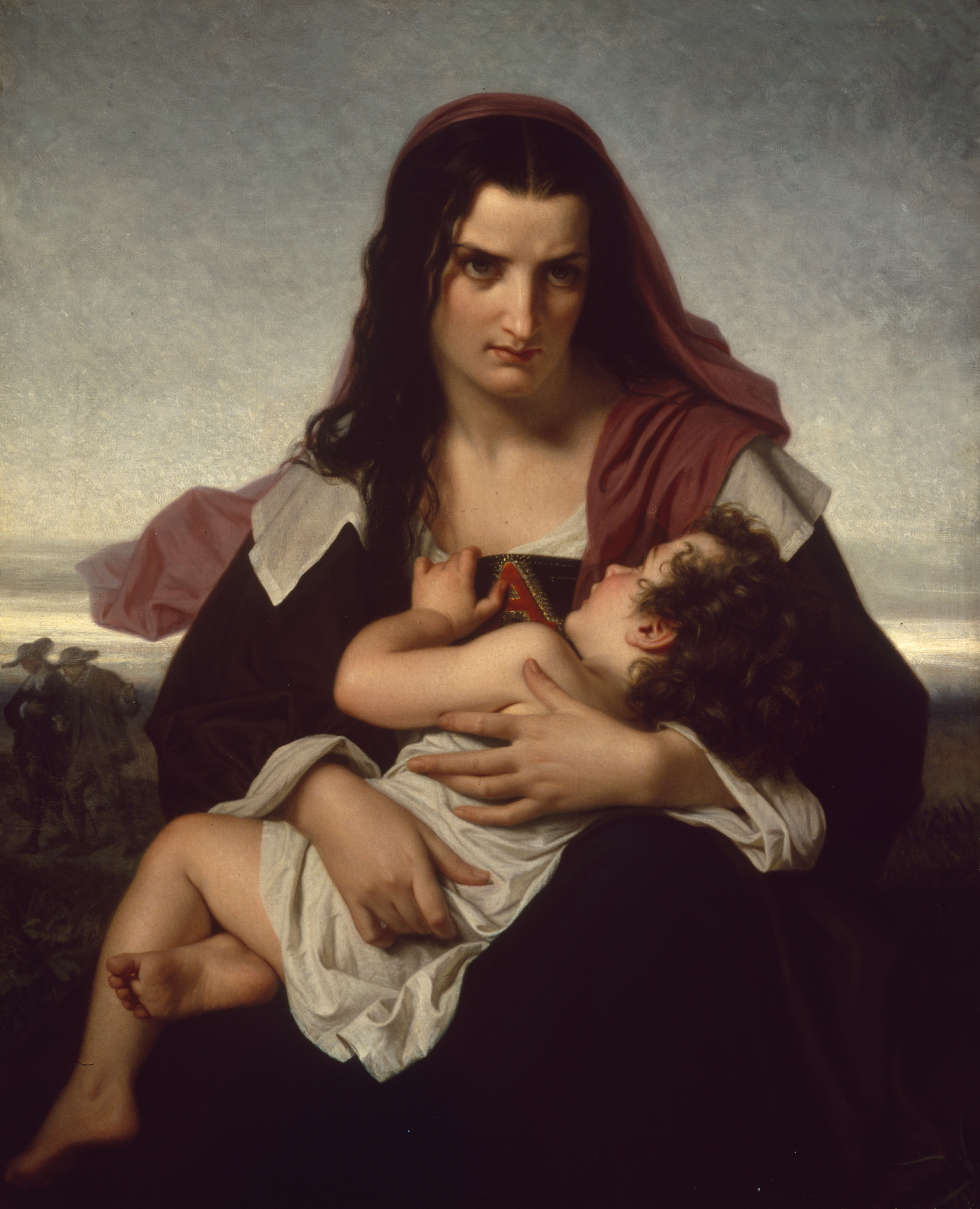
ヘスターとその娘であるパール。ヒューズ・メール画。

ニューイングランドのある村に住まうヘスター・プリンには夫がいたが、数年前に家を出て以来消息を絶っていた。彼女は村の牧師ディムスデールと愛し合い、娘パールをもうけた。姦通の罰として彼女は姦婦(adulteress)を示す赤いAの字を服につけさせられたが、彼女は赤ん坊の父親が誰であるかをなかなか言わなかった。ディムスデールは自分も罰を受けたいと申し出たが、村で尊敬されている牧師がそのようなことをすれば大騒ぎになるため、なかなか言い出すことができなかった。
そこへ、ヘスターの夫がロジャー・チリングワースという名前の医師として村に戻ってきた。彼はヘスターの姦通の相手がディムスデールであることを見抜き、彼らを追い詰めた。
そして、ディムスデールは村人たちの前で自分がヘスターの姦通の相手であることを明かして息絶えた。
その後、ヘスターもロジャーも死に、遺されたパールがヨーロッパで幸せに暮らしていることを暗示して物語は終わりを迎えた。

## 日本語訳（現行）
- 鈴木重吉訳（新潮文庫、改版1996年）
- 八木敏雄訳（岩波文庫、1992年）ワイド版2010年
- 小川高義訳（光文社古典新訳文庫、2013年）

## 関連作品
- 真紅の文字（英語版） (1926) リリアン・ギッシュ主演
- 緋文字（英語版） (1934) コリーン・ムーア主演
- Der scharlachrote Buchstabe (1973) ヴィム・ヴェンダース監督
- The Scarlet Letter (1979) メグ・フォスター主演
- スカーレット・レター The Scarlet Letter (1995) デミ・ムーア主演
- 小悪魔はなぜモテる?! Easy A (2010) エマ・ストーン主演

なお、イ・ウンジュ主演の韓国映画『スカーレットレター』（2004年）はこの作品を映画化したものではない。